# 교향곡 1번 (스탠포드)
교향곡 1번 내림마장조는 찰스 빌리어스 스탠포드가 작곡한 교향곡이다.

## 개요
1876년 스탠포드는 작곡 콩쿠르를 위해 이 교향곡을 작곡했다. 그는 콩쿠르 준우승으로 5파운드를 받았다. 초연은 1879년 3월 8일에 크리스탈 팰리스에서 행해졌다. 곡은 테너 아서 콜리지(Arthur Coleridge)에게 헌정됐다. 완벽주의에 초기 작품에 엄격했던 그는 이 곡과 다음 교향곡 2번에는 작품번호를 주지 않았다.

## 악기편성
플루트3, 오보에3, 클라리넷3, 바순3, 호른4, 트럼펫3, 트롬본3, 튜바, 팀파니, 심벌즈, 큰북, 작은북, 현5부

## 연주시간
- 약 48분

## 악곡구성
제1악장Larghetto – Allegro vivace (약간 느리게, 매우 빠르게)
소나타 형식. 5분 정도 서주를 마친 뒤 템포를 올려 클라리넷이 제1주제를 연주한다. 제2주제는 서주에 근거한 것이다. 화려한 연주를 거쳐 종결한다.
제2악장Scherzo: Ländler tempo (스케르초: 랜틀러풍의 템포로)
무곡풍의 악장. 2개의 트리오가 삽입된다.
제3악장Andante tranquillo (느리고 고요하게)
약음기를 낀 현악기에 따라 부드러운 선율이 연주된다. 호른에 의한 주제에는 아일랜드 민요의 영향을 엿볼 수 있다.
제4악장Allegro molto (대단히 빠르게)
힘찬 동음연타와 리듬에 의한 주제로 시작한다. 이 주제를 이용한 푸가토 등의 전개를 거쳐 화려하게 전곡을 끝맷는다.